# Zībad
Zībad (persiska: زیبد) är en ort i Iran.   Den ligger i provinsen Khorasan, i den östra delen av landet, 700 km öster om huvudstaden Teheran. Zībad ligger 1 481 meter över havet och antalet invånare är 868.
Terrängen runt Zībad är kuperad åt sydväst, men åt nordost är den platt. Runt Zībad är det glesbefolkat, med 14 invånare per kvadratkilometer. Närmaste större samhälle är Gonābād, 19,9 km öster om Zībad. Trakten runt Zībad är ofruktbar med lite eller ingen växtlighet.

## Bilder

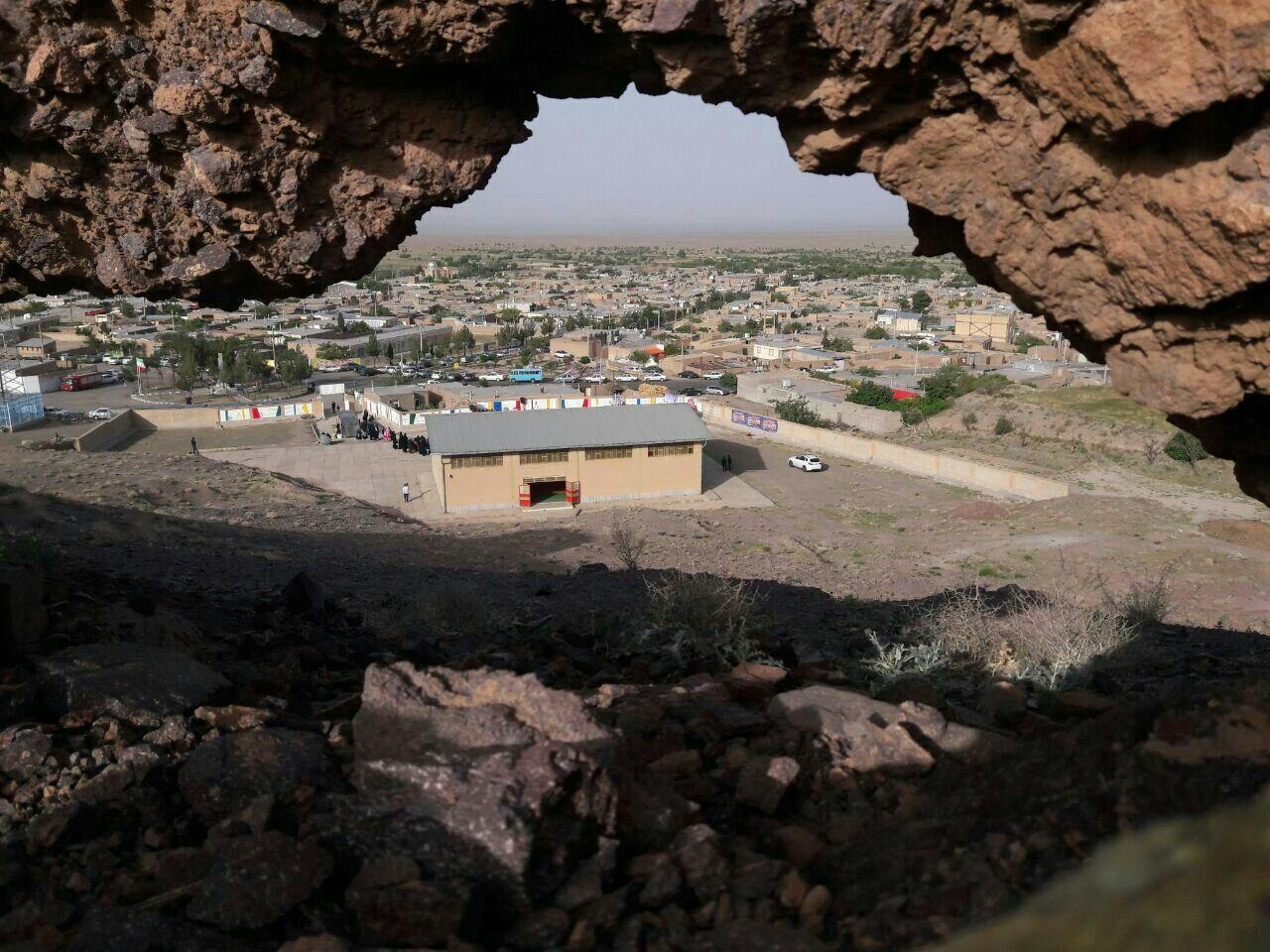
Zibad Castle
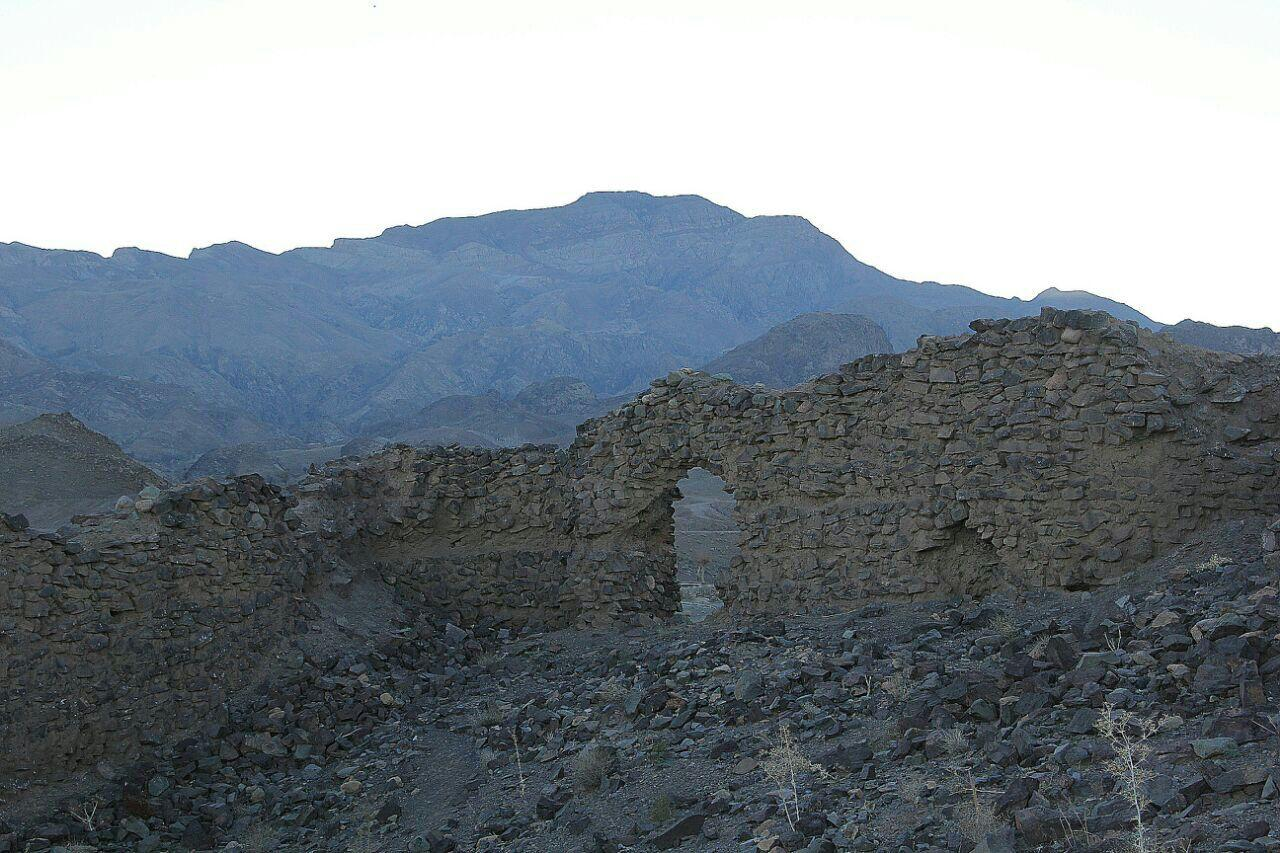
Zibad Castle
Zibad Rheum
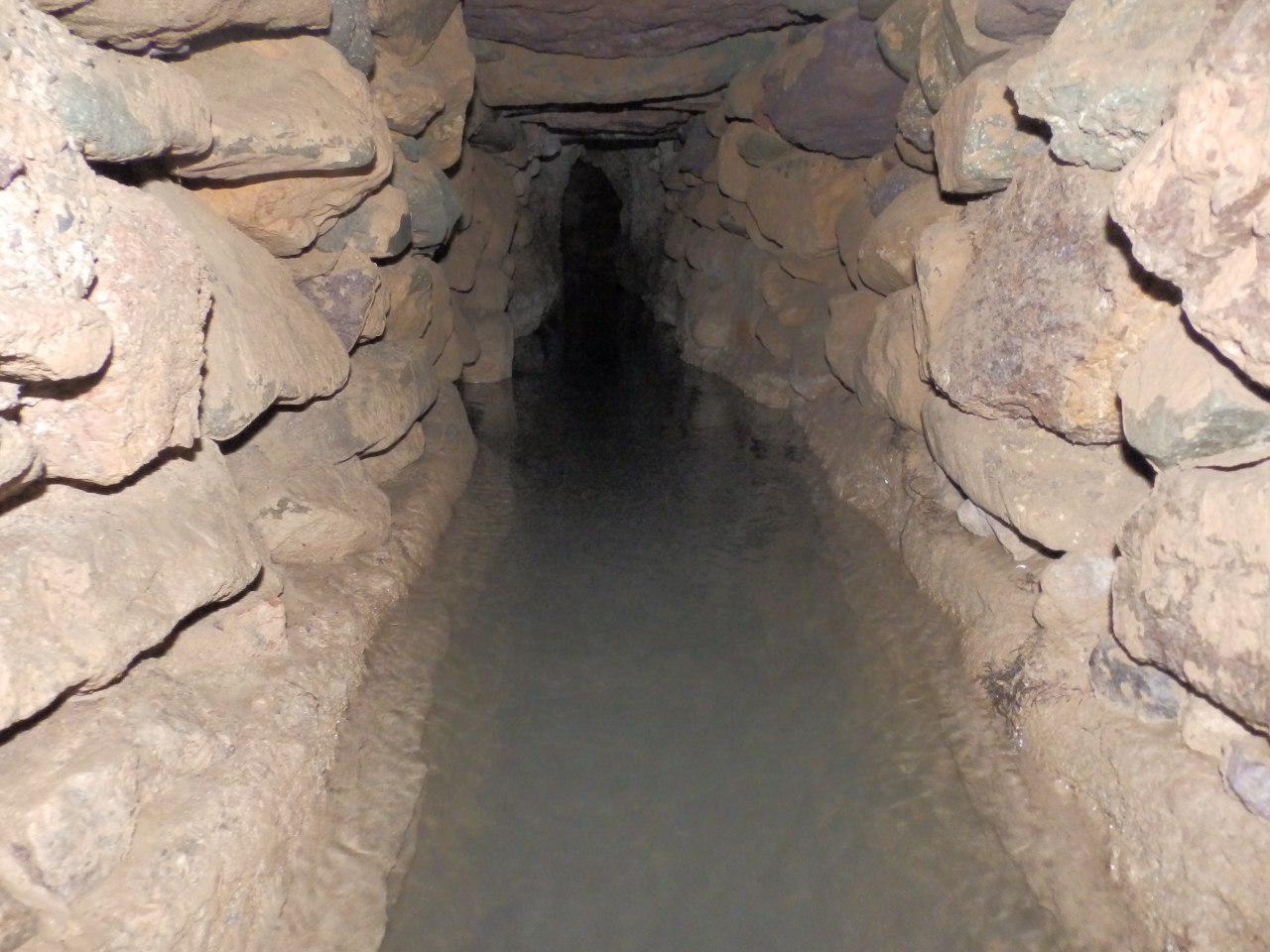
Kariz Zebad
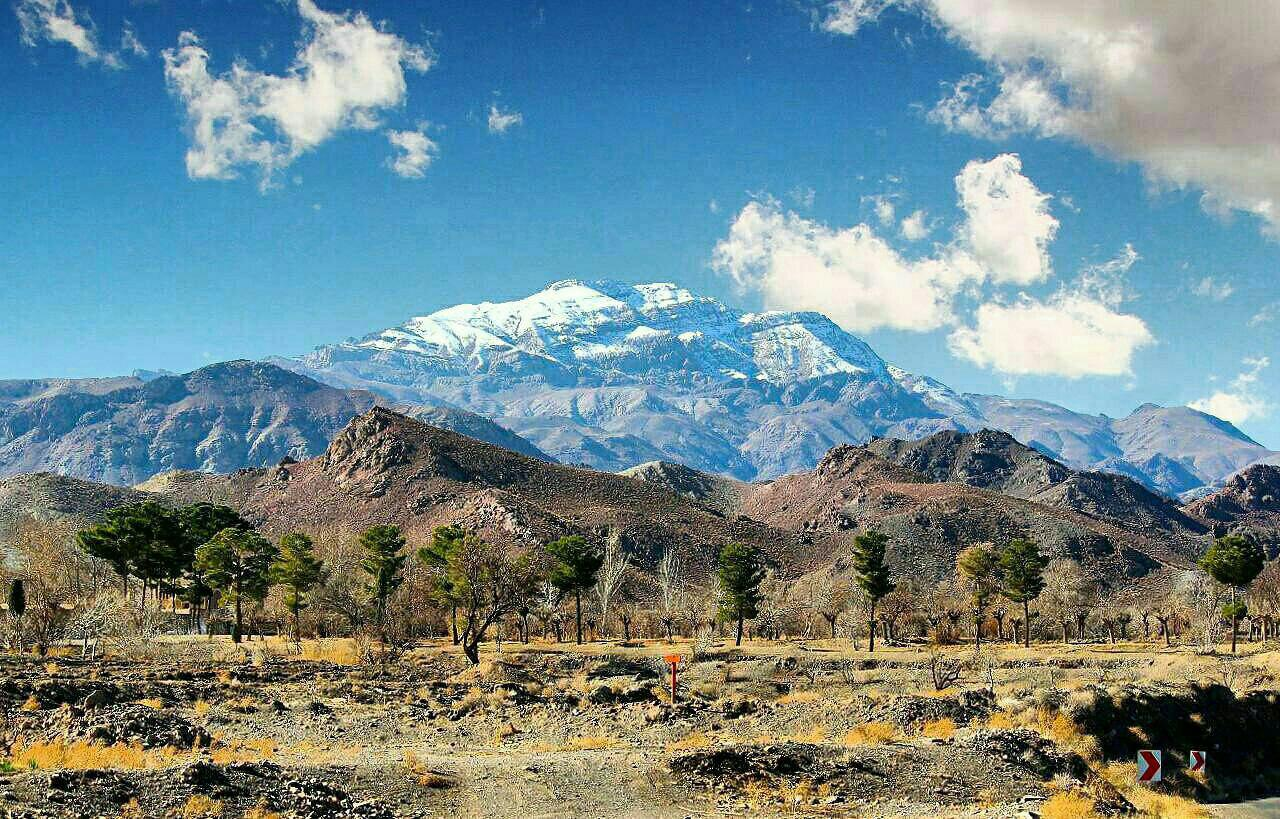
zibad Mountain
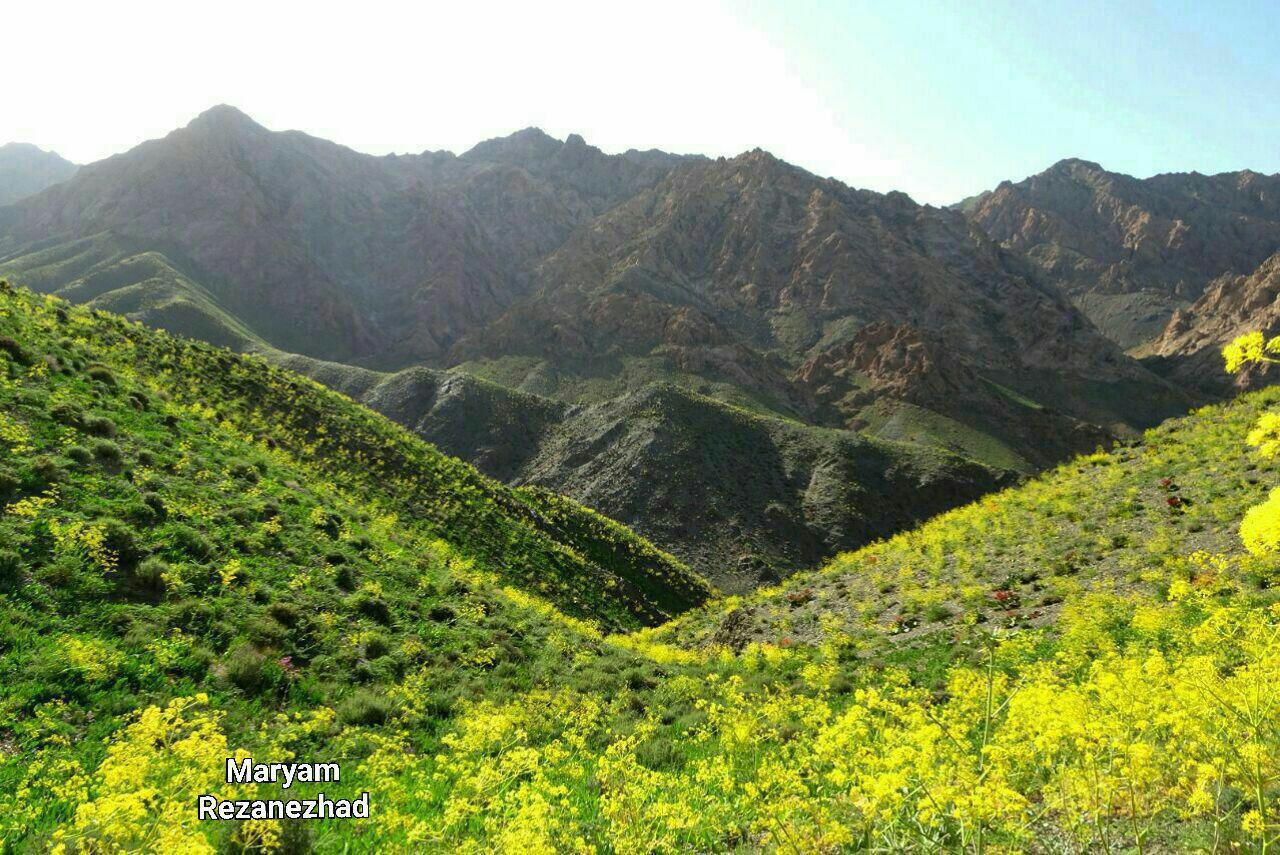
Ferula Zibad
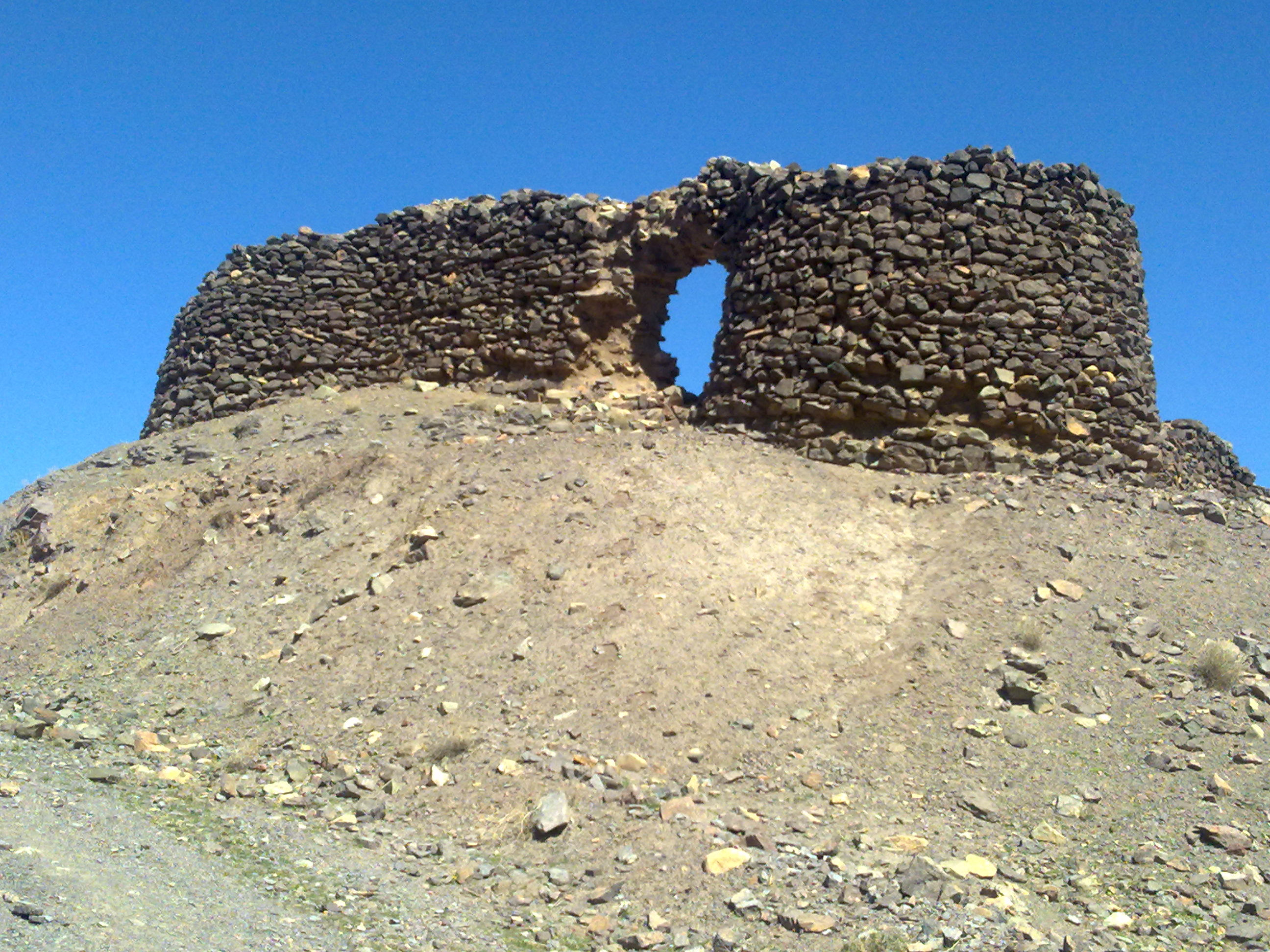
Sassanian Castel
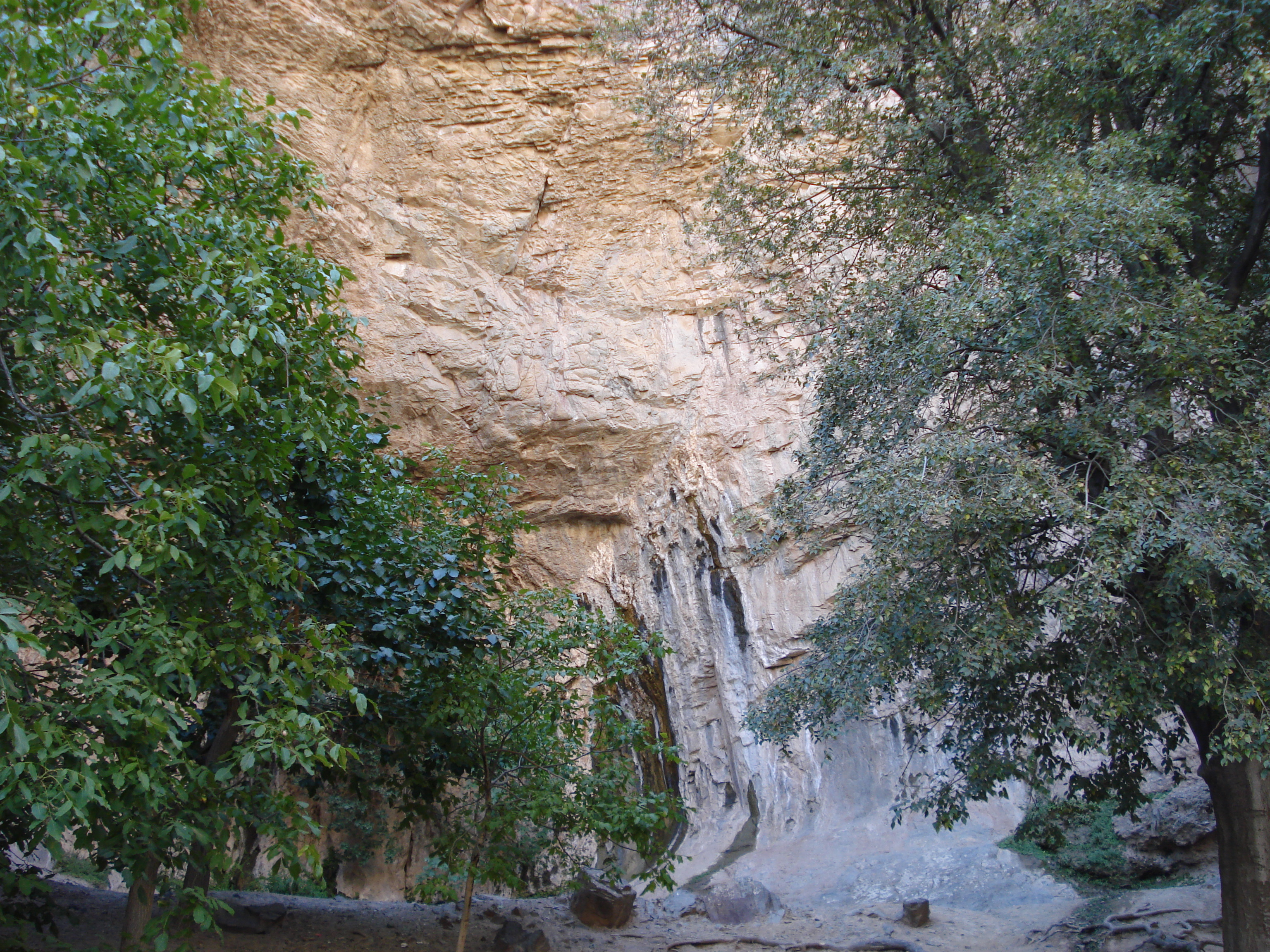
Soufe Zibad
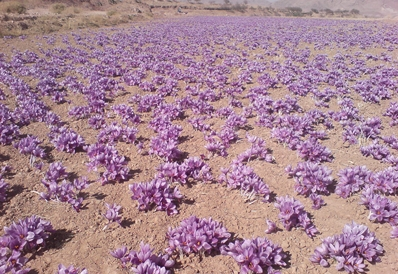
مزرعه کشت زعفران
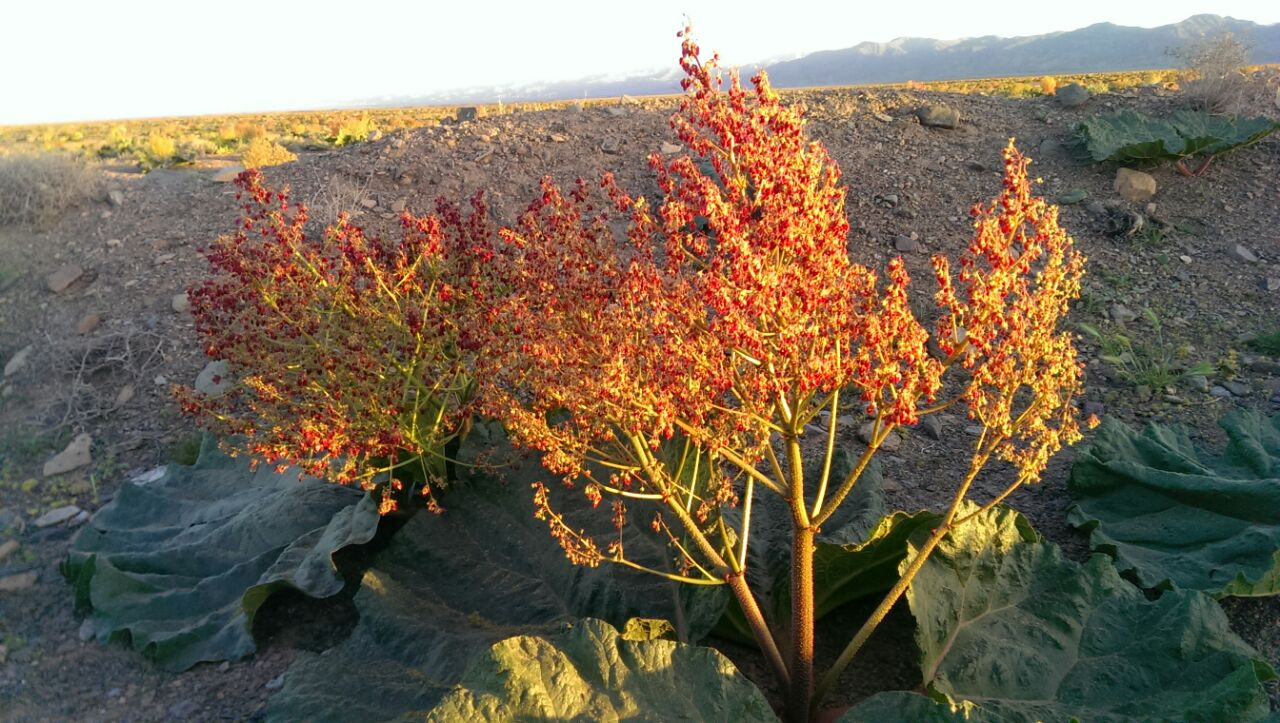
Rivas zibad
Kūh-ZibadZibad Gonabad
A photograph of Yaldā Night
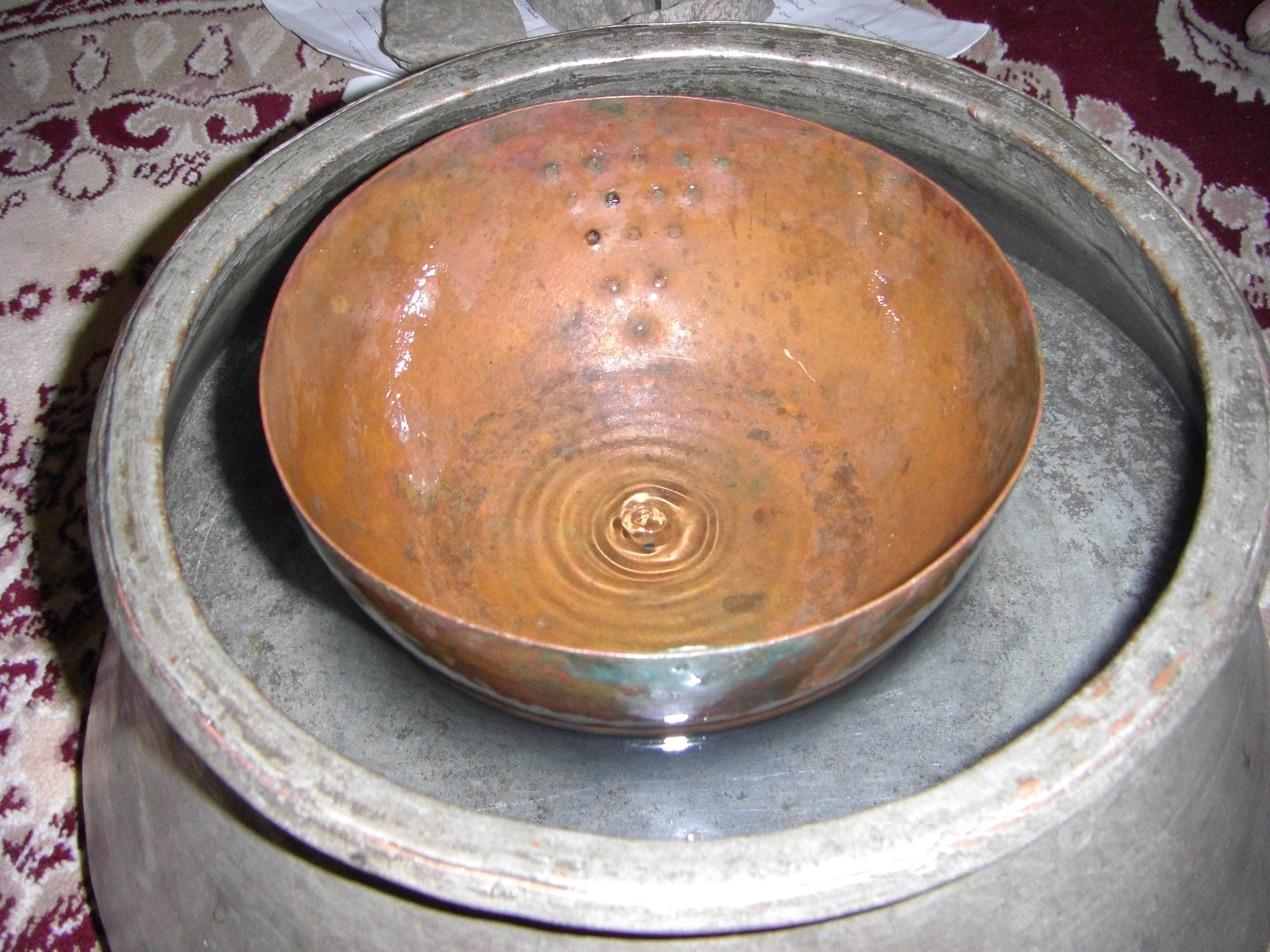
Ancient water clock used in qanat of gonabad 2500 years ago
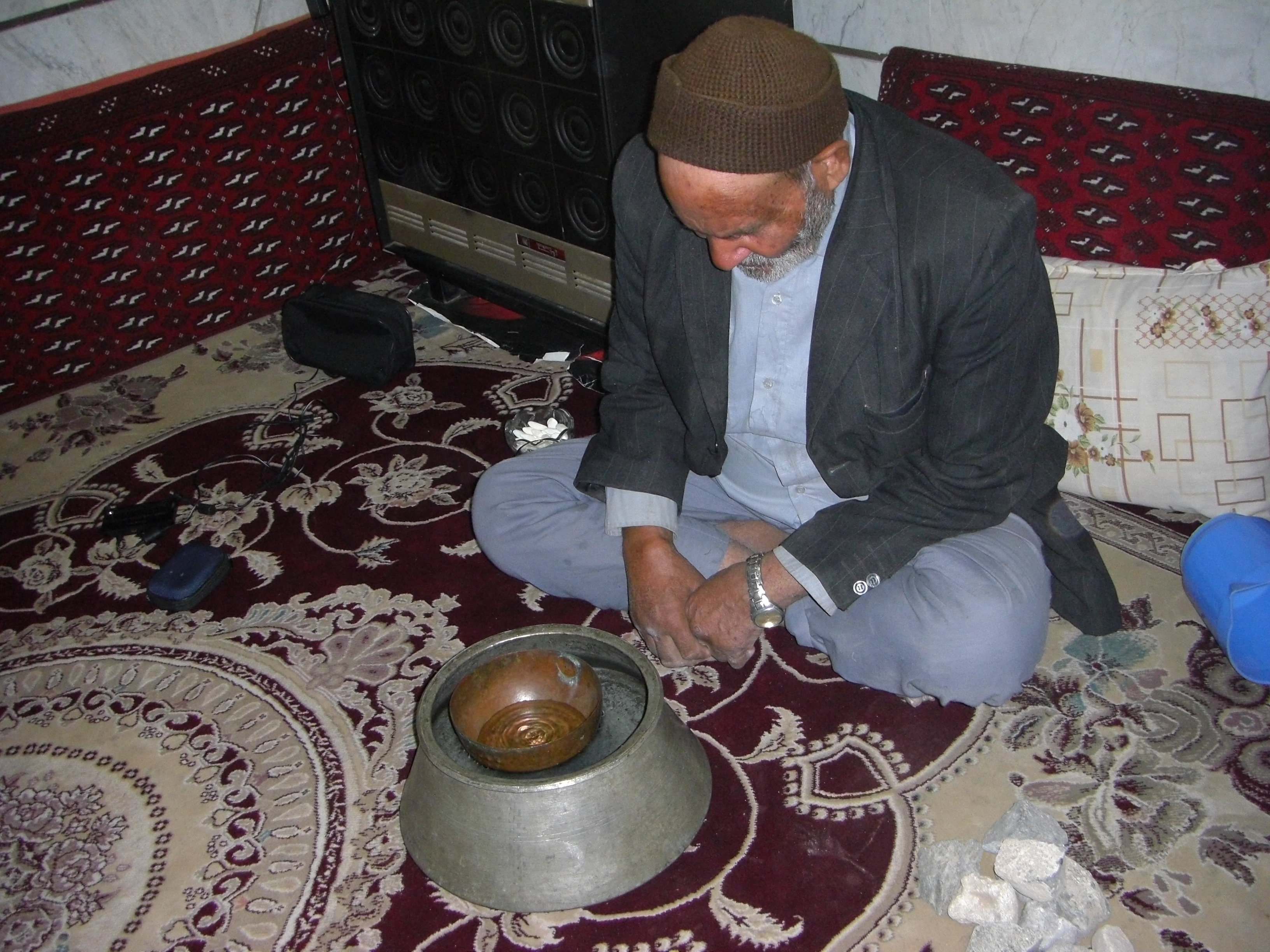
Reconstruction of the scene with a real manager of the water clock, Iran
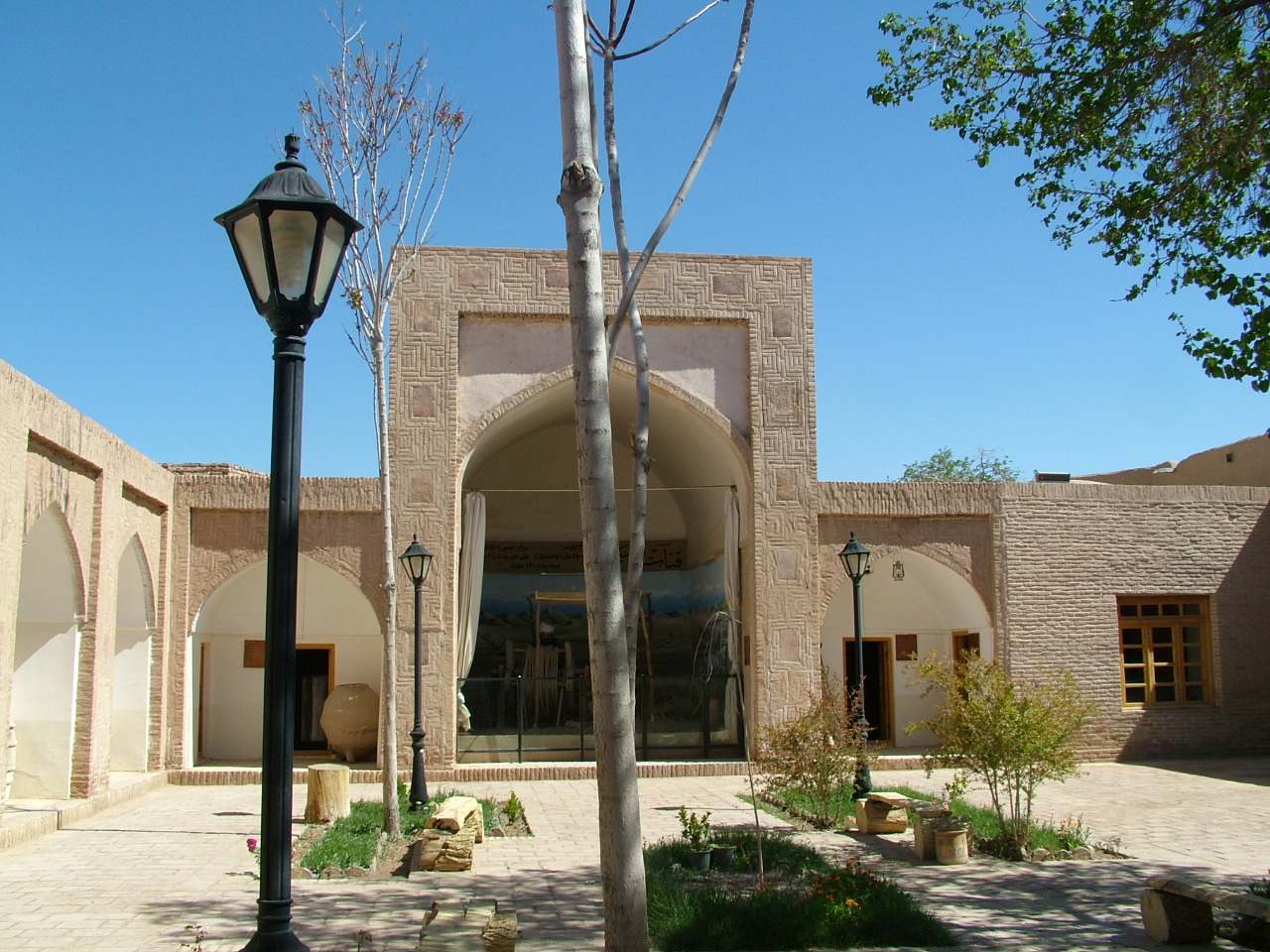
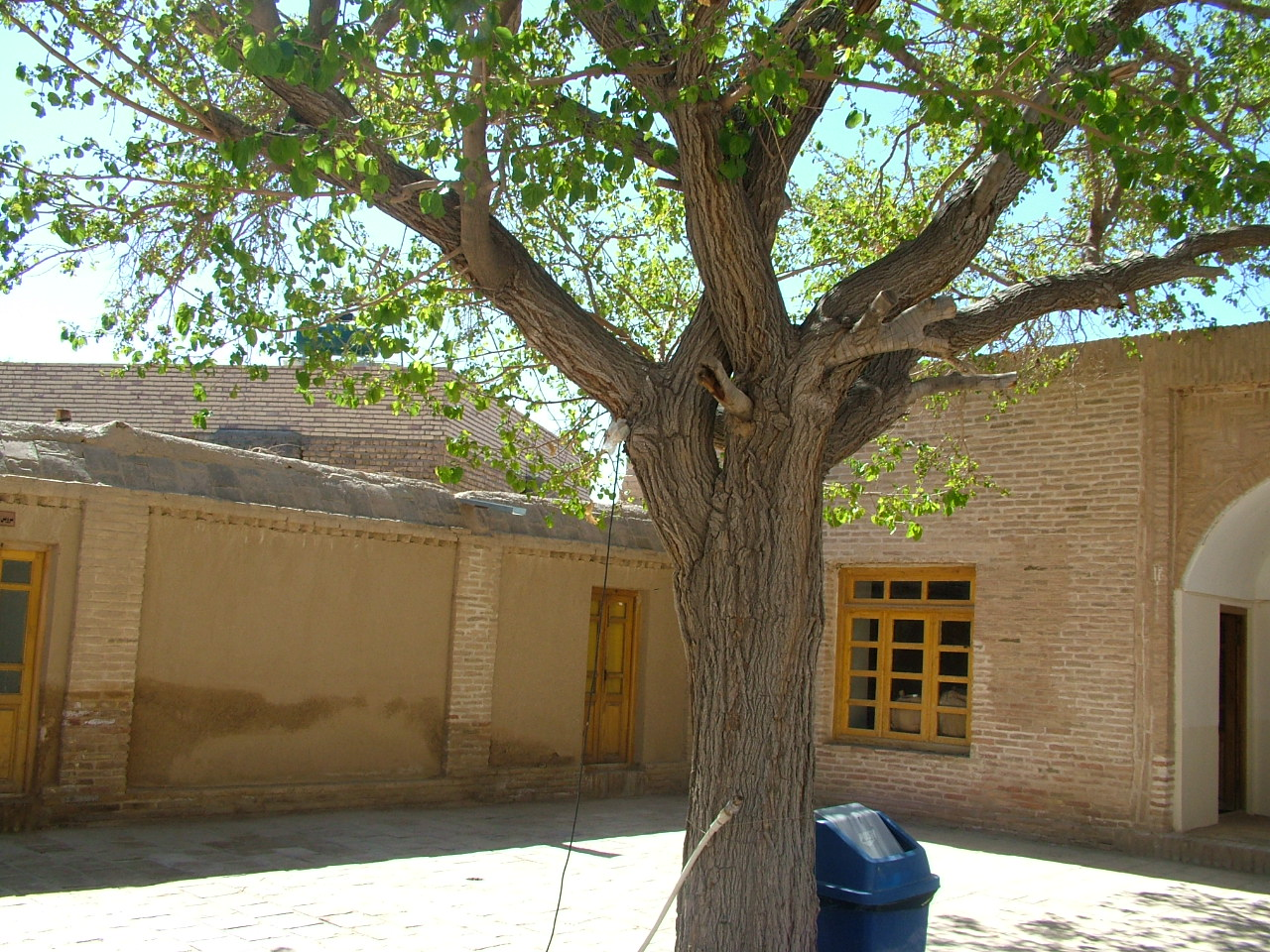
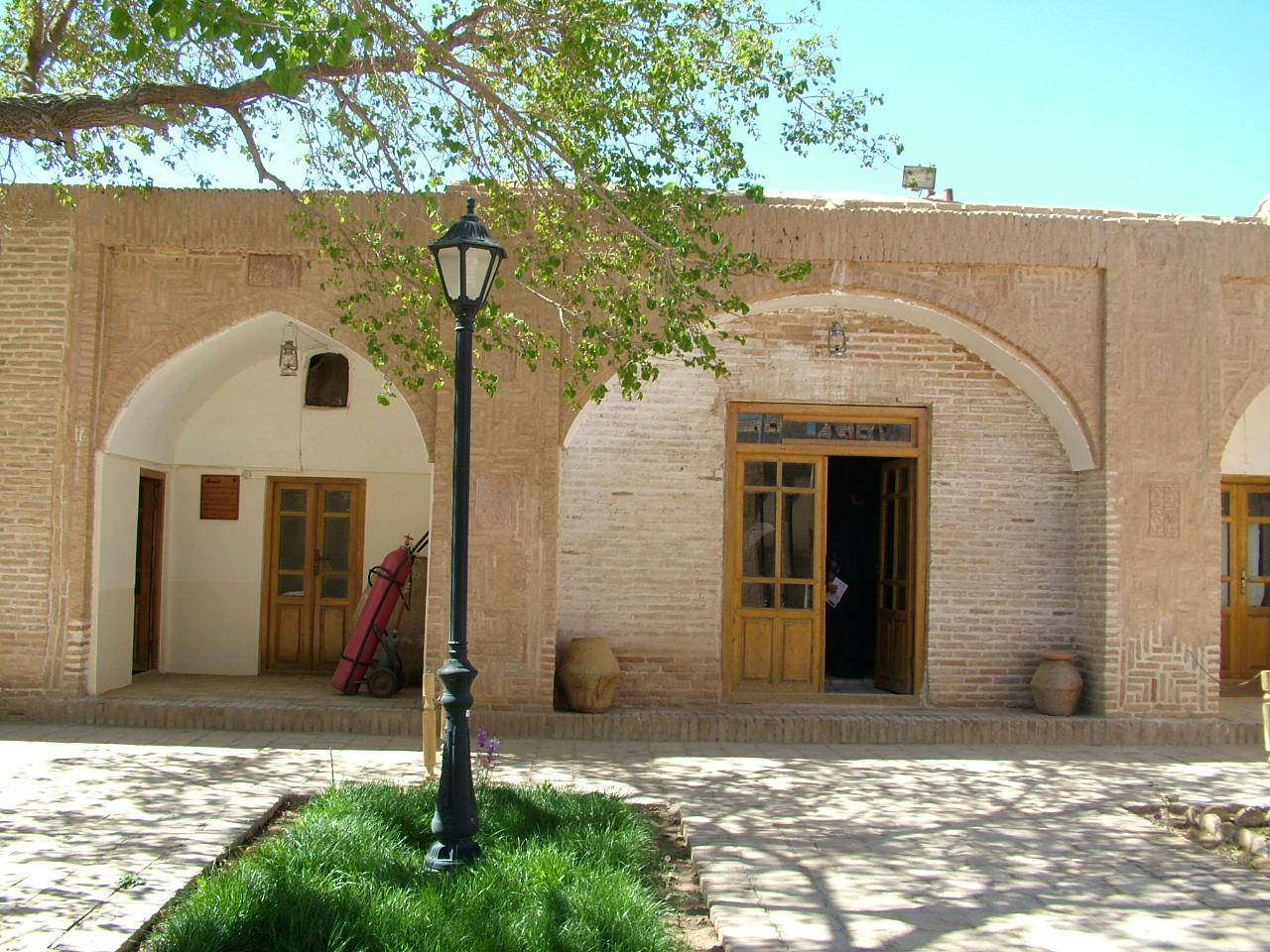
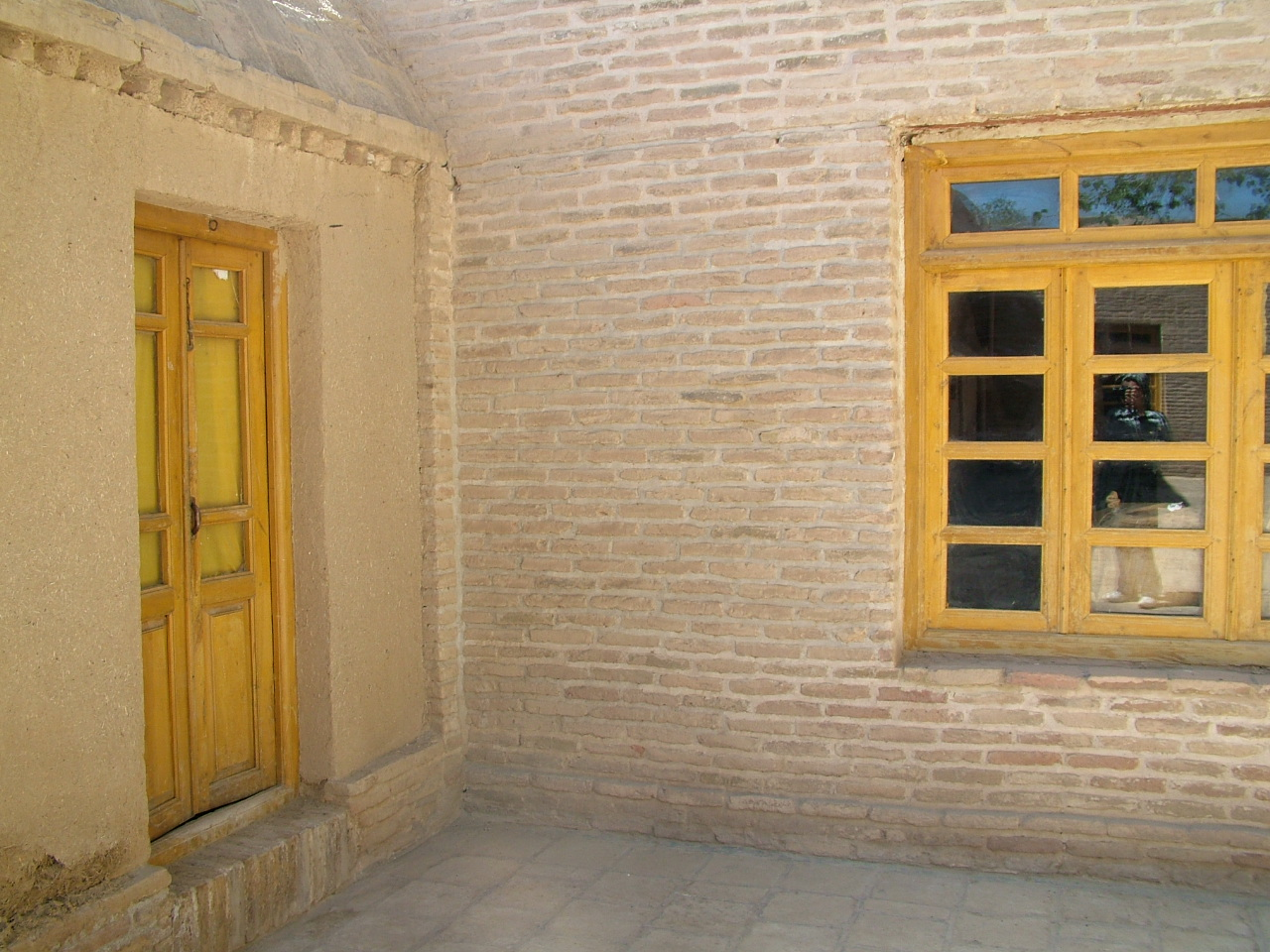
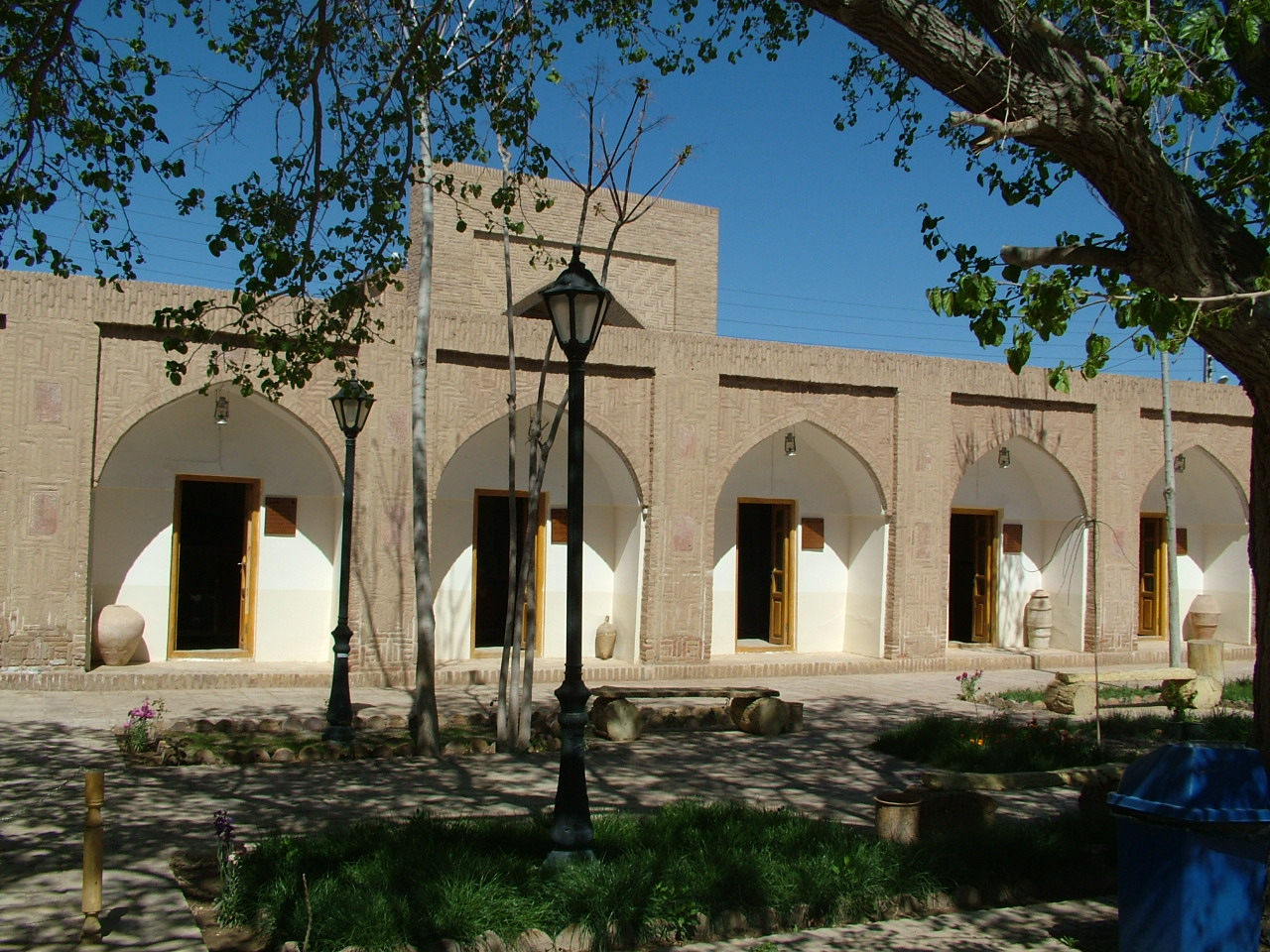
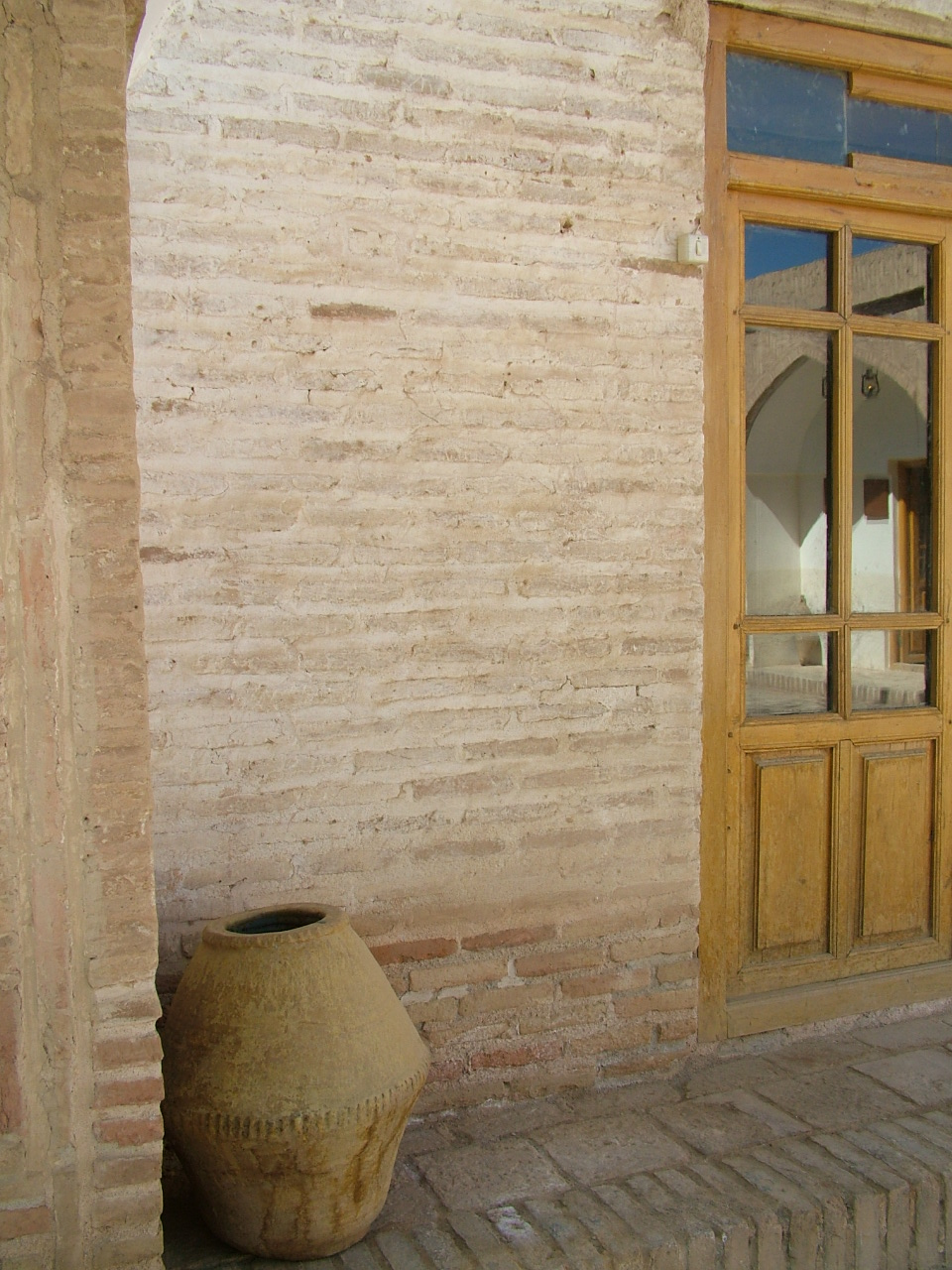
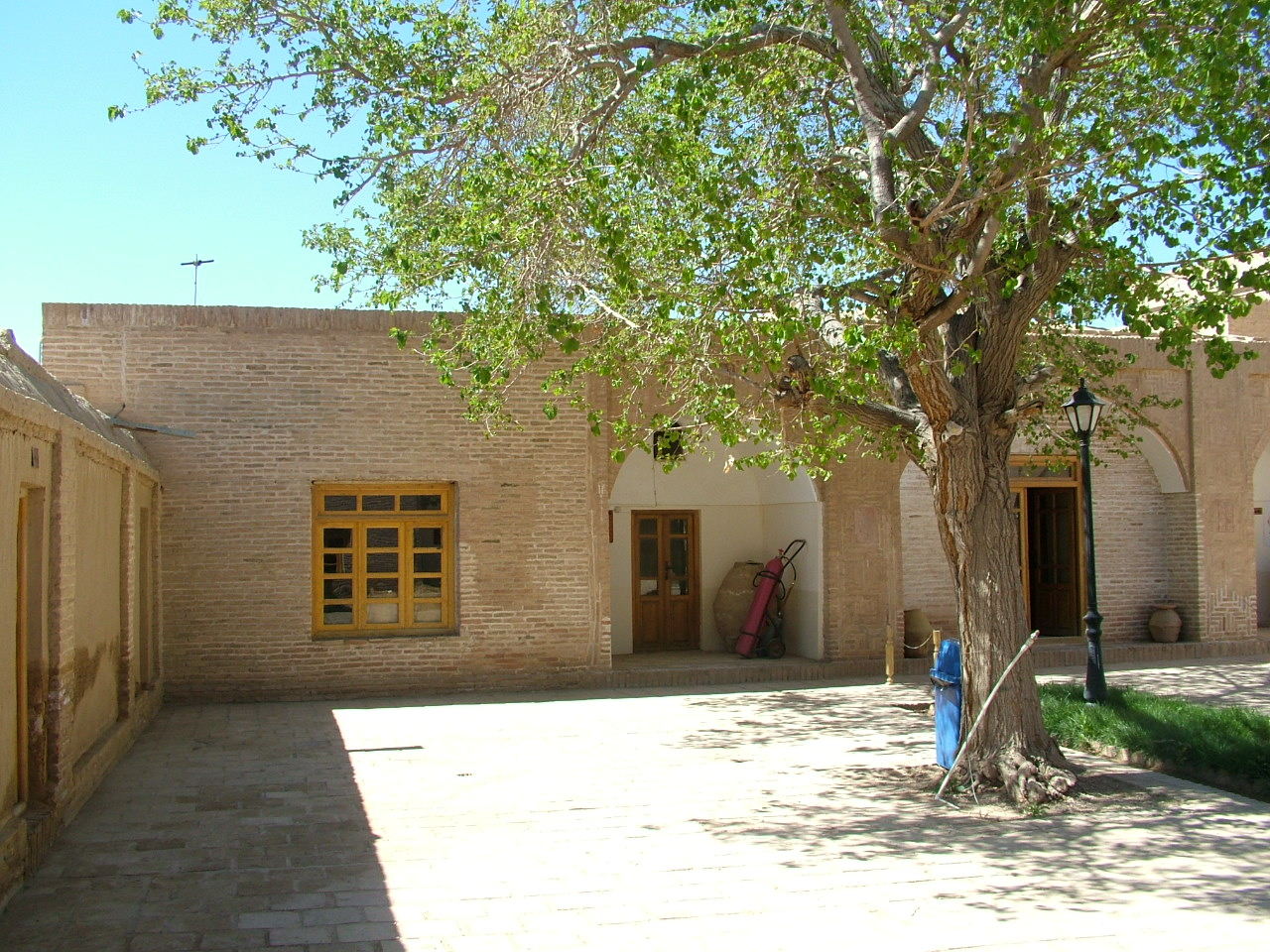
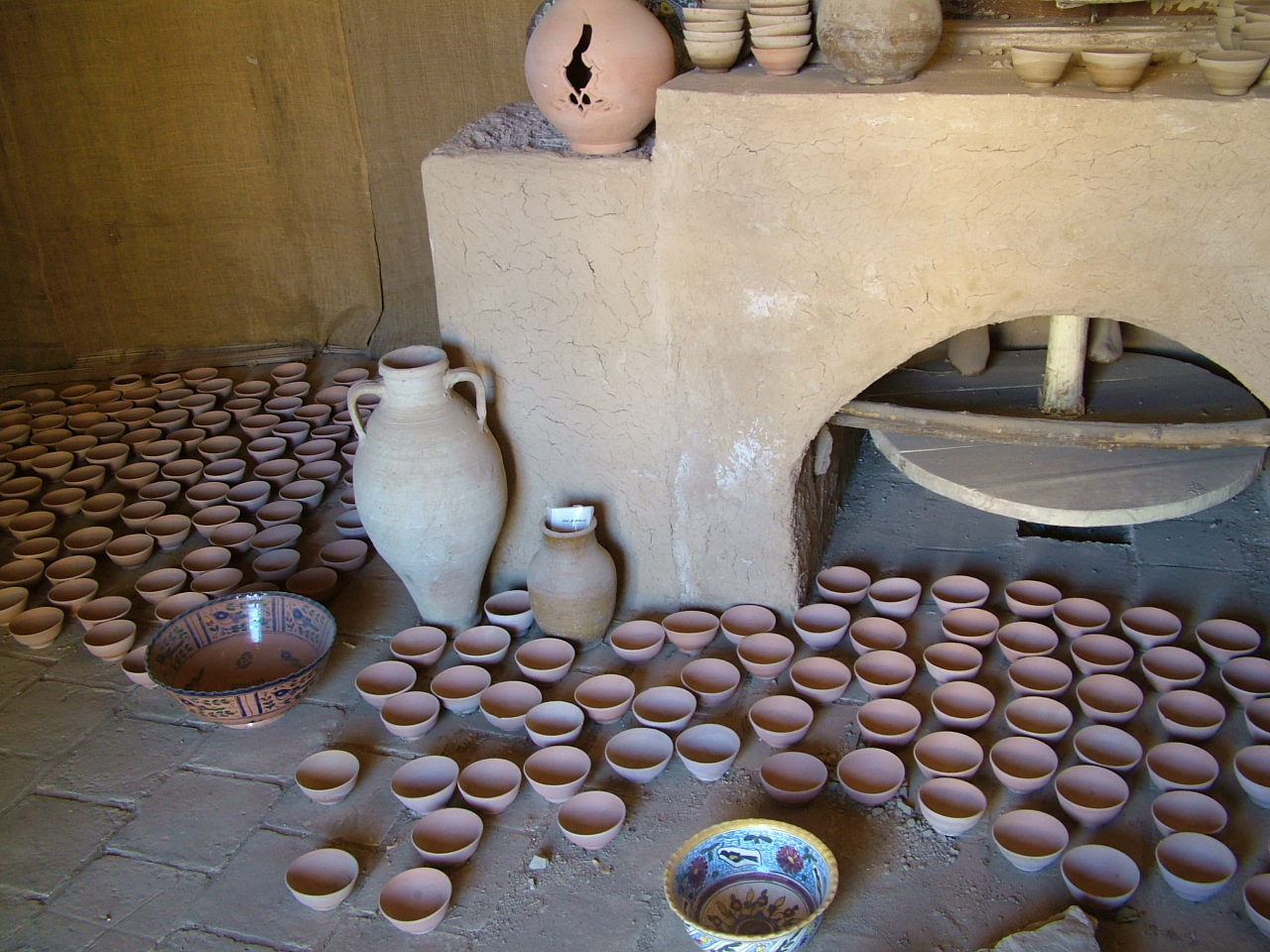
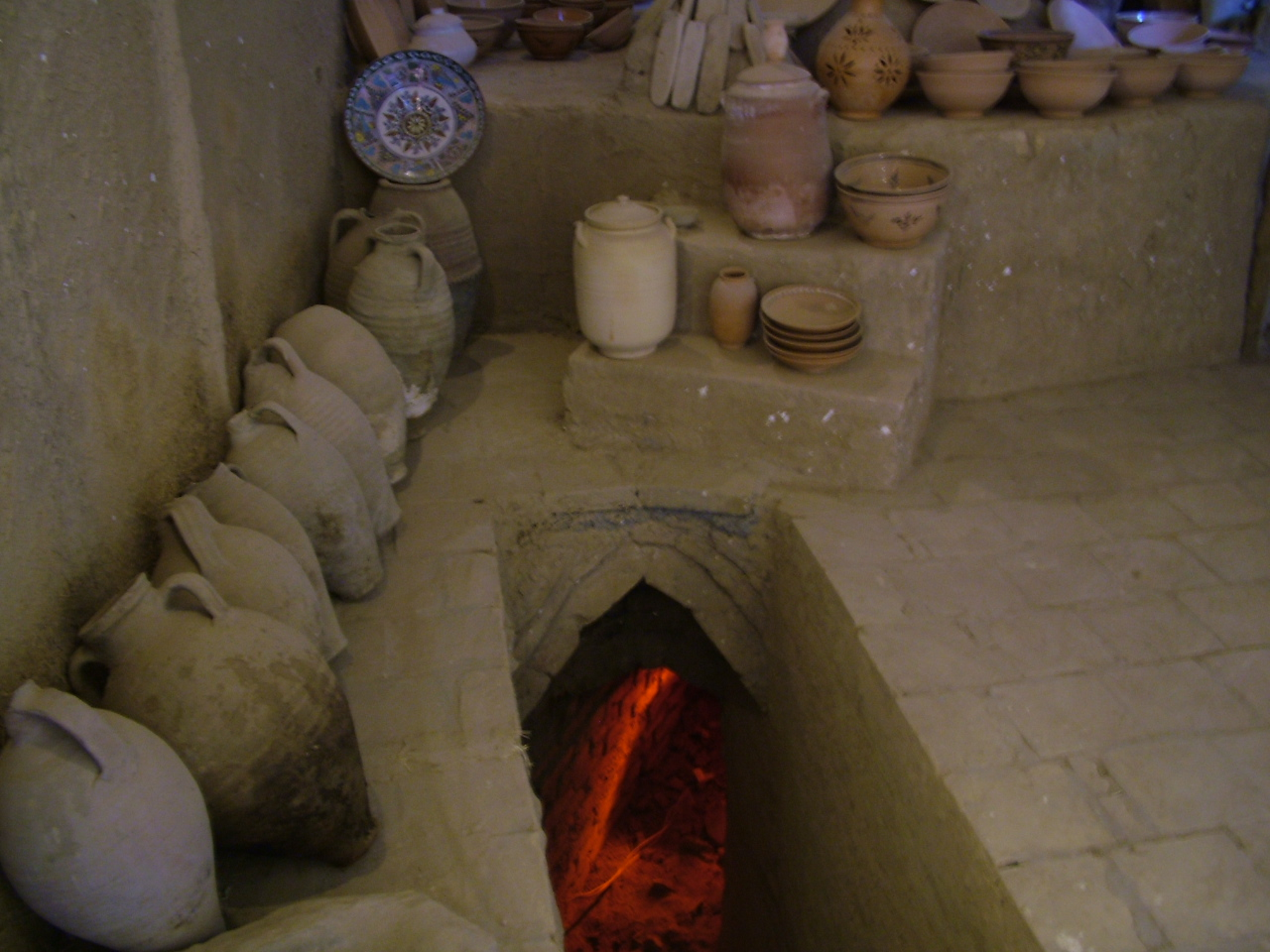
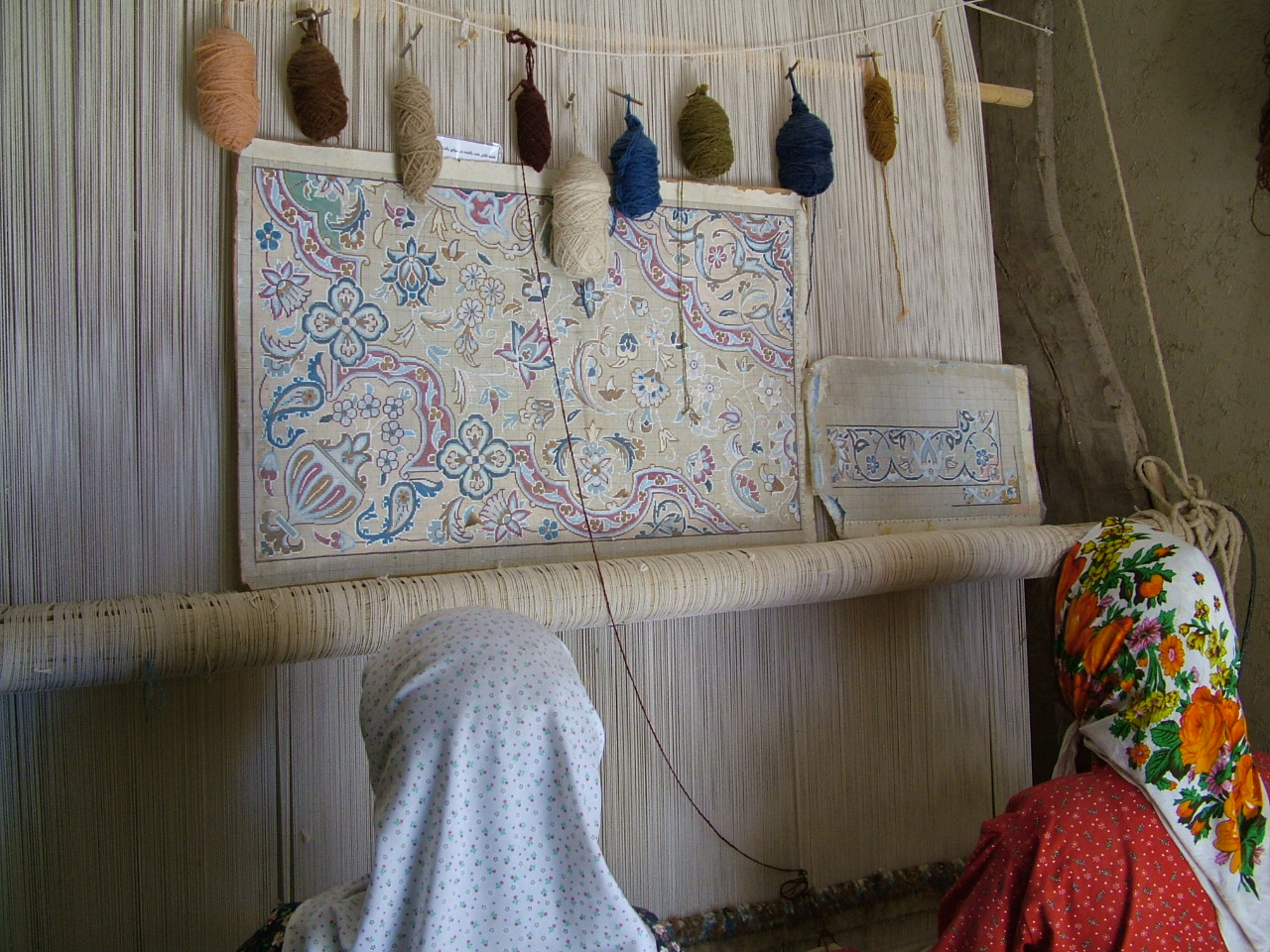
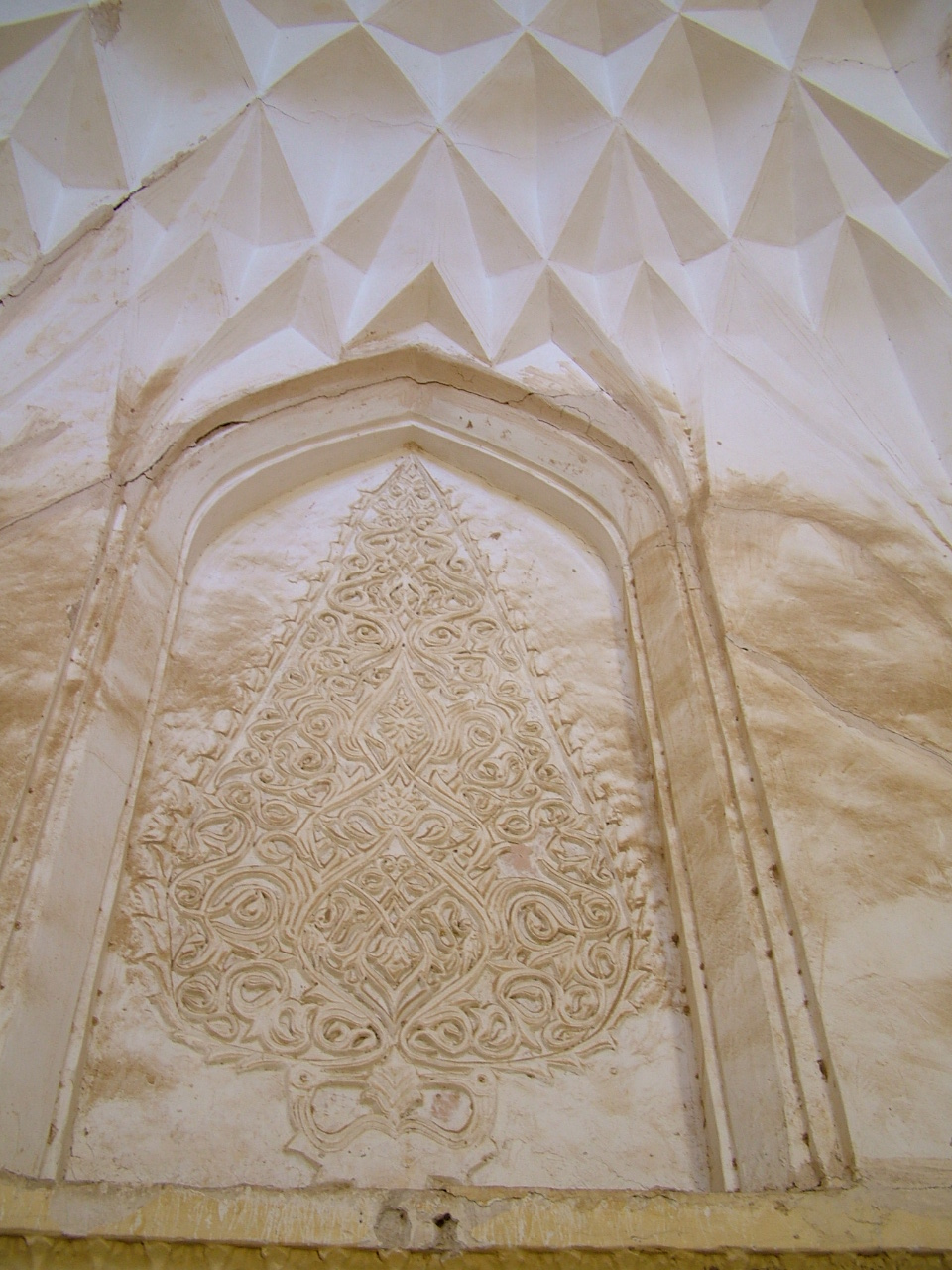
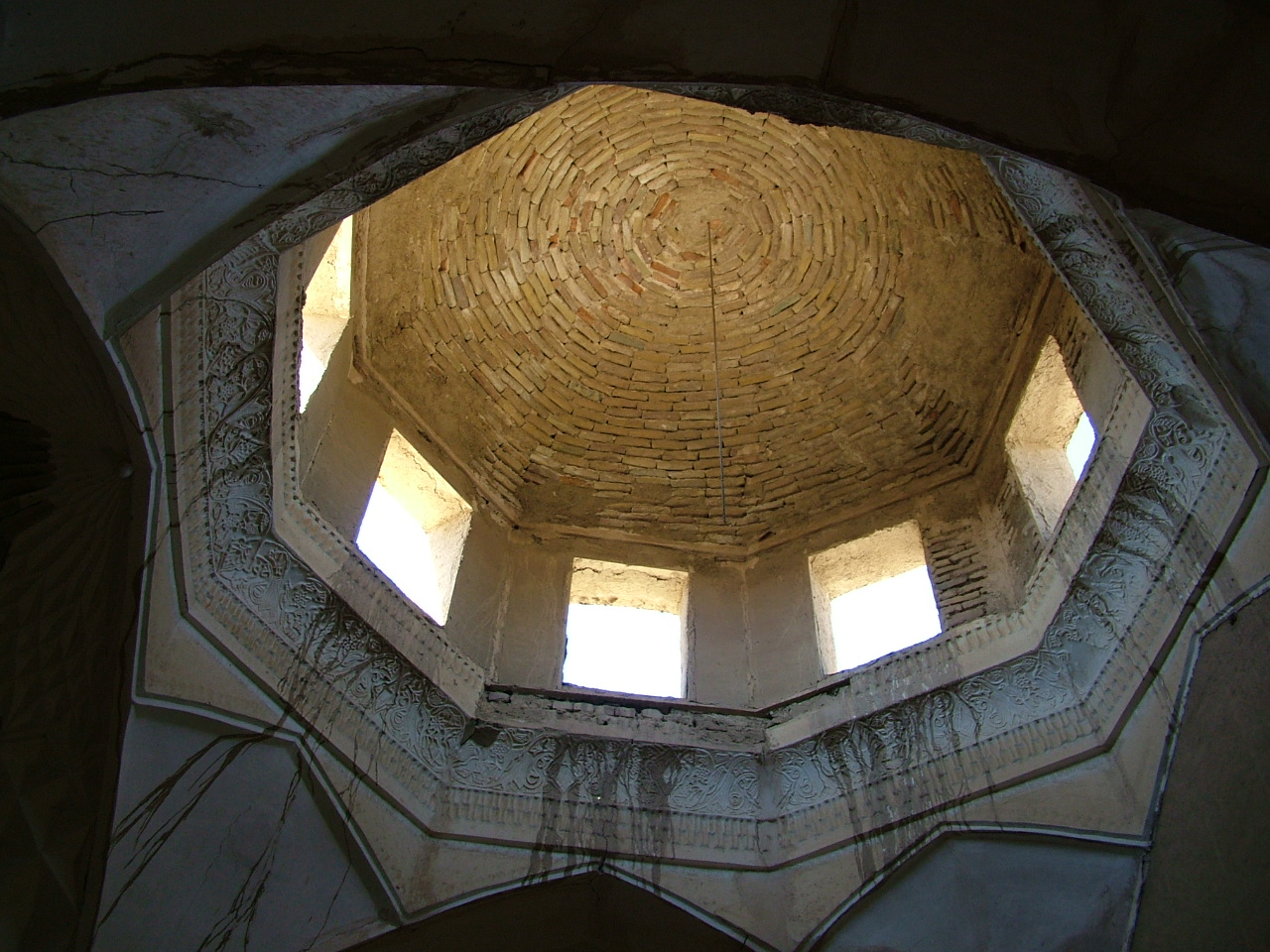
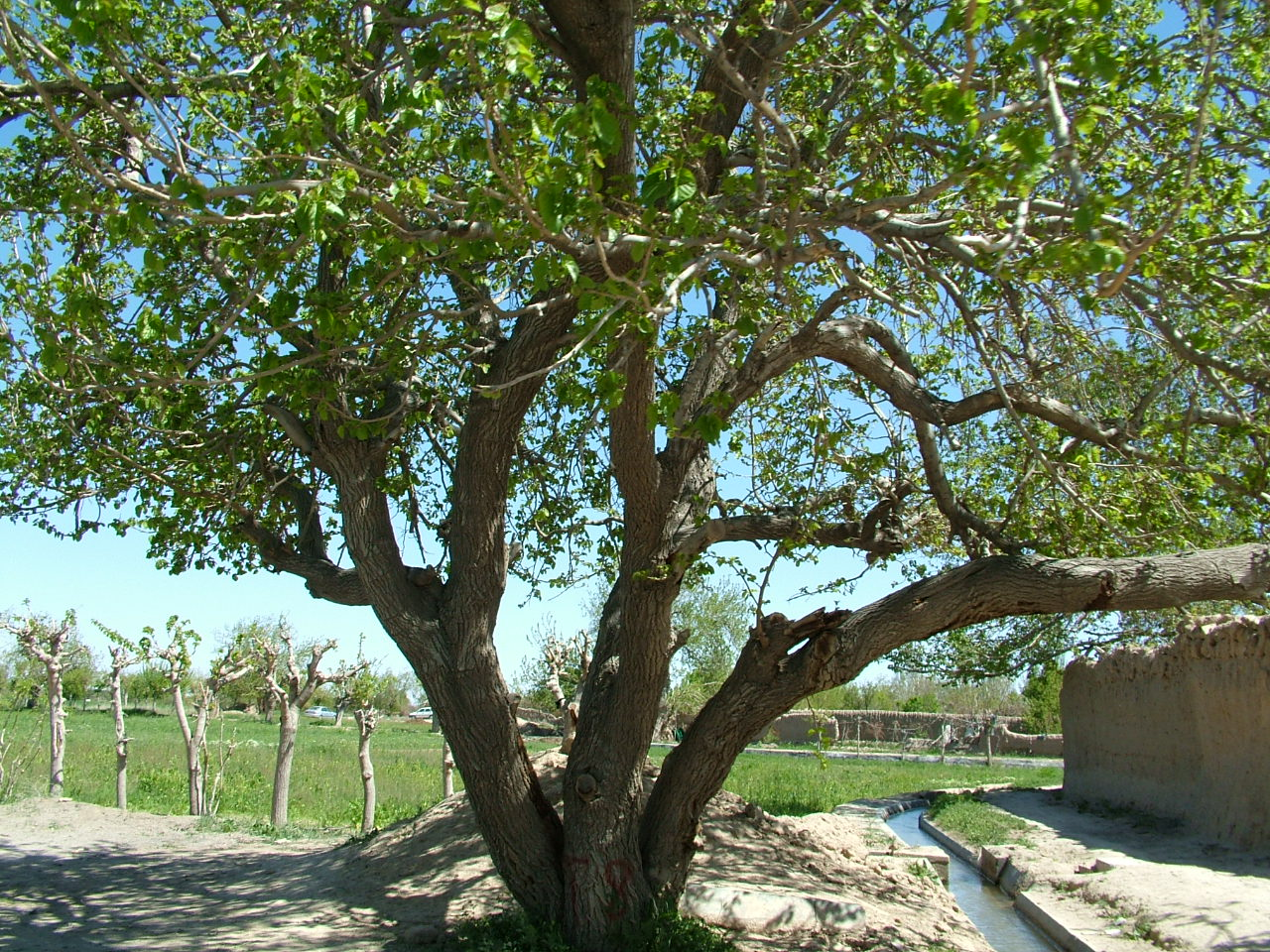
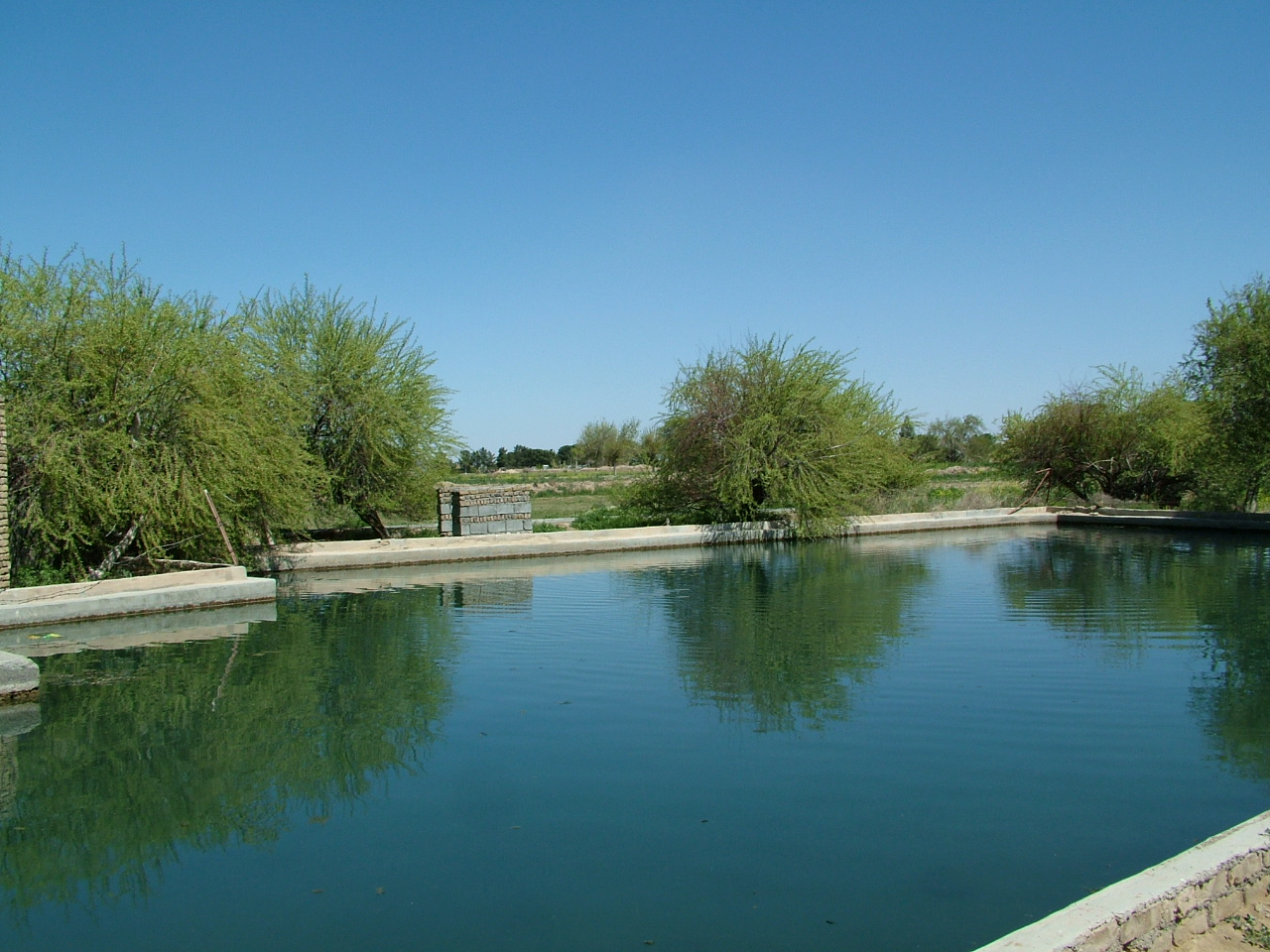
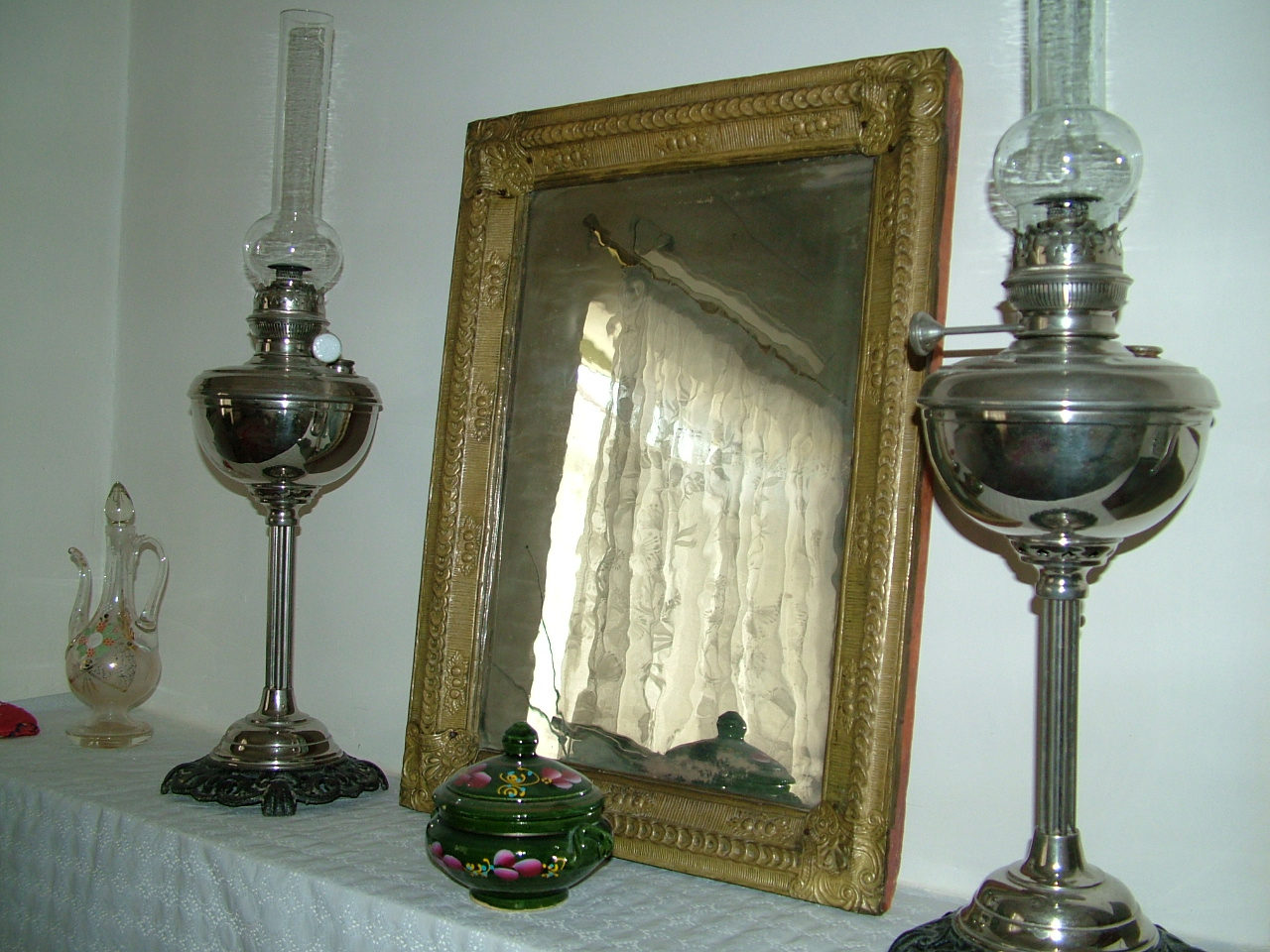